# Canadá en los Juegos Olímpicos de Berlín 1936
Canadá estuvo representado en los Juegos Olímpicos de Berlín 1936 por un total de 97 deportistas que compitieron en 12 deportes.  
El portador de la bandera en la ceremonia de apertura fue el atleta Jim Worrall.

## Medallistas
El equipo olímpico canadiense obtuvo las siguientes medallas:
| Nombre                                                        | Deporte     | Competición    |
| ------------------------------------------------------------- | ----------- | -------------- |
| Oro                                                           |             |                |
| Frank Amyot                                                   | Piragüismo  | C1 1000 m M    |
| Plata                                                         |             |                |
| John Loaring                                                  | Atletismo   | 400 m vallas M |
| Equipo                                                        | Baloncesto  | Torneo M       |
| Frank Saker Harvey Charters                                   | Piragüismo  | C2 10 000 m M  |
| Bronce                                                        |             |                |
| Phil Edwards                                                  | Atletismo   | 800 m M        |
| Elizabeth Taylor                                              | Atletismo   | 80 m vallas F  |
| Dorothy Brookshaw Mildred Dolson Hilda Cameron Aileen Meagher | Atletismo   | 4 × 100 m F    |
| Joseph Schleimer                                              | Lucha libre | 72 kg M        |
| Frank Saker Harvey Charters                                   | Piragüismo  | C2 1000 m M    |